# Саттаров, Ишбек
Ишбек Саттаров (тадж. Эшбек Сатторов; 1907 год, кишлак Янгиарык — 22 июля 1975 год, кишлак Нури-Вахш, Таджикская ССР) — председатель колхоза «Янгиабад» Кагановичабадского района Таджикской ССР. Герой Социалистического Труда (1957).

## Биография
Родился в 1907 году в крестьянской семье в кишлаке Янгиарык. Трудиться начал в четырнадцатилетнем возрасте в 1923 году. Во время коллективизации в Узбекистане вступил в 1930 году в колхоз «Коммунист» Термезского района. Работал в этом колхозе рядовым колхозником. После окончания бухгалтерских курсов в 1936 году трудился бухгалтером в колхозе «Янгиабад» Джиликульского района. С 1941 года — председатель колхоза «Янгиабад» Джилилькульского (позднее — Кагановичабадского) района. В 1947 году вступил в ВКП(б).
Вывел колхоз в передовые сельскохозяйственные предприятия Таджикской ССР. Указом Президиума Верховного Совета СССР от 17 января 1957 года «за выдающиеся успехи, достигнутые в деле развития советского хлопководства, широкое применение достижений науки и передового опыта в возделывании хлопчатника и получение высоких и устойчивых урожаев хлопка-сырца» удостоен звания Героя Социалистического Труда с вручением ордена Ленина и золотой медали «Серп и Молот».
В последующие годы колхоз «Янгиабад» занимал ведущие позиции в республиканском социалистическом соревновании. По результатам семилетки (1959—1965) и восьмой пятилетки (1966—1970) Ишбек Саттаров был награждён двумя Орденами Трудового Красного Знамени и в 1973 году — третьим Орденом Трудового Красного Знамени.
В 1974 году вышел на пенсию. Проживал в кишлаке Нури-Вахш, где скончался в 1975 году.
Награды
- Герой Социалистического Труда
- Орден Ленина
- Орден Трудового Красного Знамени — трижды (30.04.1966; 08.04.1971; 10.12.1973)
- Орден «Знак Почёта» (23.10.1954)
- Медаль «За трудовую доблесть» (17.12.1949)